# Carl Heinrich Poppenburg
Carl Heinrich Poppenburg (* 5. März 1811 in Potsdam; † 17. Oktober 1869 in Kyritz) war ein deutscher Theologe und Politiker. Er war Abgeordneter im Preußischen Abgeordnetenhaus (1856–1858).

## Leben
Als Sohn eines Kanzleidieners geboren, studierte Poppenburg nach dem Besuch des Gymnasiums in Potsdam von 1830 bis 1833 Evangelische Theologie in Halle. Während seines Studiums wurde er 1831 Mitglied der Alten Halleschen Burschenschaft Germania und der Burschenschaft Arminia Halle. Deswegen wurde er 1835 zu sechs Jahren Festungsarrest verurteilt; jedoch wurde er 1836 zu einem Jahr begnadigt. Seine Haft saß er 1837 bis 1838 im Gefängnis von Rügenwalde ab. Im Schwarzen Buch der Frankfurter Bundeszentralbehörde ist er unter der Nr. 1266 verzeichnet. 1840 wurde er Pfarrer in Groß Woltersdorf, 1850 Superintendent in Brüssow und 1860 Superintendent in Kyritz. Von 1856 bis 1858 war er Abgeordneter im Preußischen Abgeordnetenhaus als Fraktionsloser für den Wahlkreis 4, 2-3/Oppeln 6.